# Toerisme in Nederland

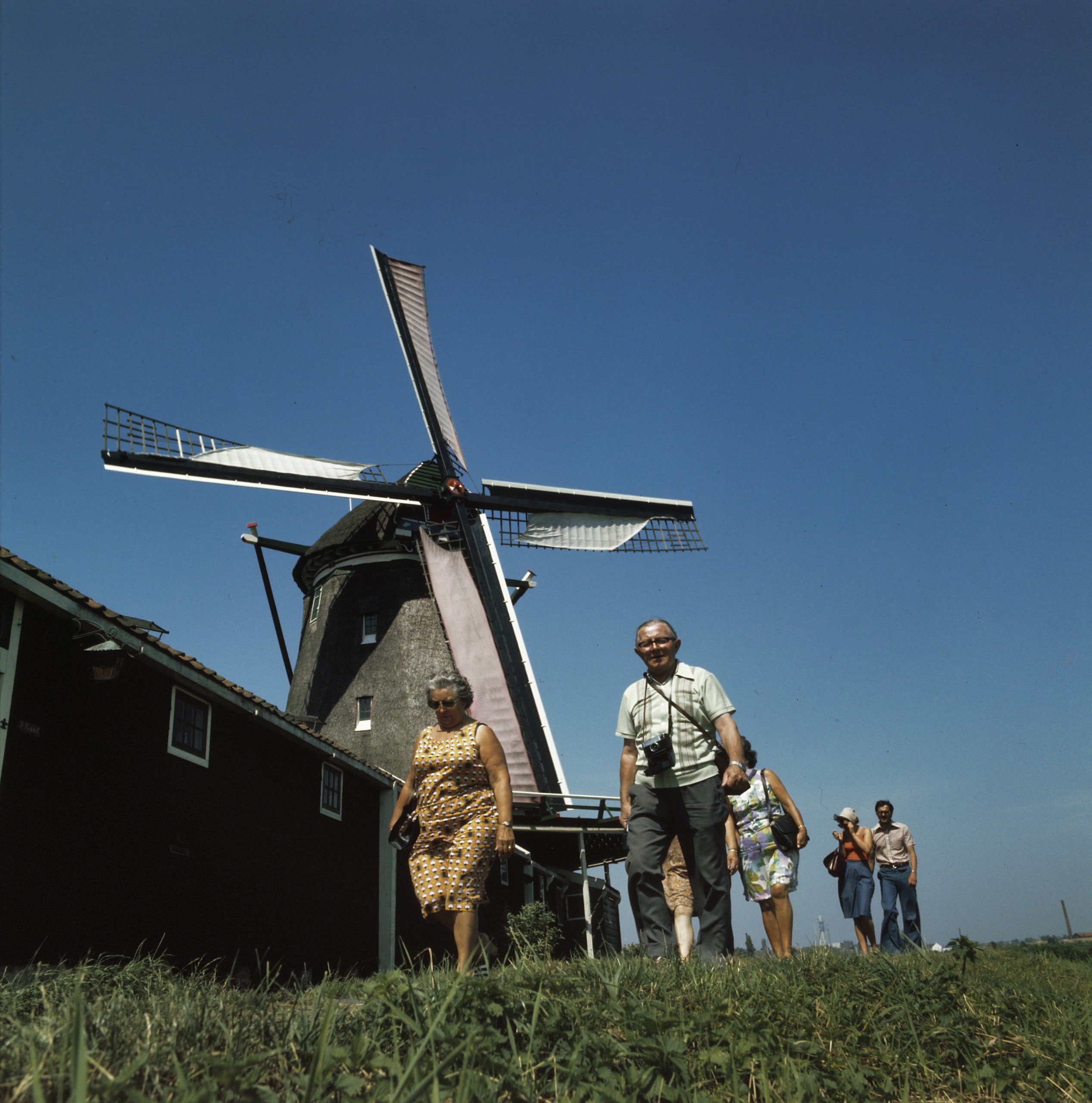
Toeristen bij de Zaanse Schans, 1975

Toerisme is in Nederland een belangrijke economische sector. Zo'n 20 miljoen buitenlandse gasten bezochten Nederland in 2019, volgens cijfers van het Centraal Bureau voor de Statistiek (CBS). Daarnaast overnachtten Nederlanders zo'n 26 miljoen keer in hotels, pensions, vakantiehuizen en campings in eigen land. In totaal geven ze bijna 90 miljard euro uit.
In Nederland is het Nederlands Bureau voor Toerisme & Congressen (NBTC) verantwoordelijk voor de promotie van de bestemming Nederland in binnen- en buitenland. Zij zorgen ervoor dat Nederland nationaal en internationaal op de kaart wordt gezet als vakantiebestemming of als bestemming voor congressen en conferenties.

## Geschiedenis
Al in de middeleeuwen bestond er een vorm van toerisme in de Nederlanden (en elders): de bedevaart of pelgrimsreis. Een van de populairste bedevaartplaatsen in het gebied van het huidige Nederland was Maastricht, waar het graf van Sint-Servaas een trekpleister vormde. Tijdens de zevenjaarlijkse heiligdomsvaarten werd de stad overspoeld door pelgrims uit heel Europa, tot wel honderdduizend in de late middeleeuwen. Het stadsbestuur onderkende het economisch belang van die bezoekersstroom en probeerde de stad nog aantrekkelijker te maken door allerlei beperkingen met betrekking tot het wisselen van valuta en het verkopen van spijzen en dranken tijdelijk op te heffen. Ook Amsterdam werd na het "hostiewonder" (Mirakel van Amsterdam, 1345) een belangrijk bedevaartoord. Door de Reformatie kwam er een eind aan de bedevaarten.

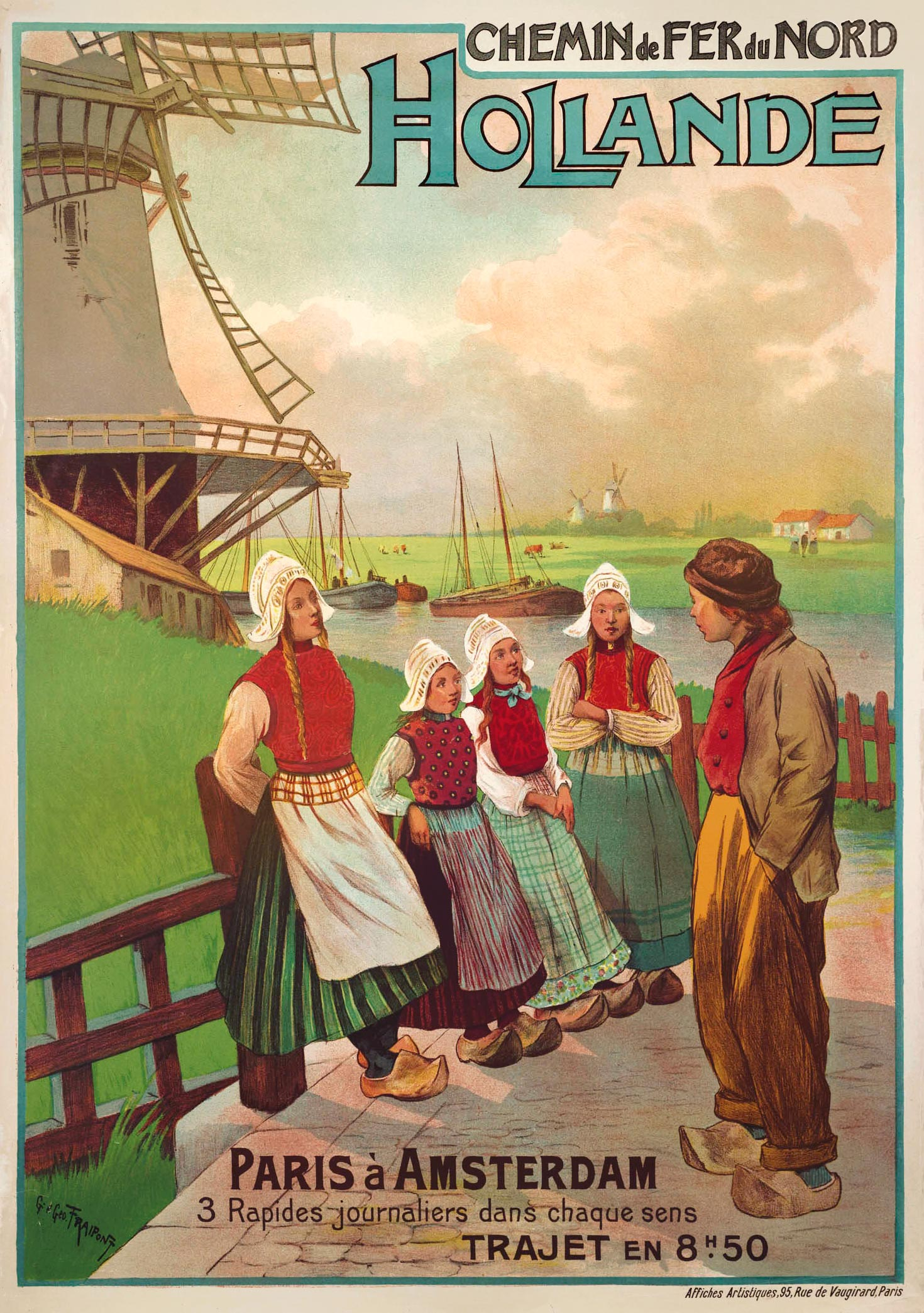
Affiche treinreis Parijs-Amsterdam, ca. 1900

In de 17e en 18e eeuw werd Nederland, toen grotendeels samenvallend met de Republiek der Zeven Verenigde Nederlanden, in toenemende mate bezocht door buitenlandse toeristen. Binnenlands toerisme was er toen nauwelijks. Vooral welgestelde Engelsen, die met hun grand tour bezig waren, reisden op weg naar Parijs of Italië soms een paar weken door Holland (andere streken werden nauwelijks bezocht). Men arriveerde altijd per schip, meestal in Hellevoetsluis, waarna men per trekschuit een rondreis maakte met tussenstops in Rotterdam, Den Haag, soms in Delft, Leiden en Haarlem, met als eindbestemming Amsterdam. Vanuit die stad werden uitstapjes gemaakt, naar Broek in Waterland, de Zaanstreek of de Beemster. Daarna reisde men via Utrecht en Gouda, of via dezelfde weg waarlangs men gekomen was, terug naar Rotterdam, om van daaruit de reis voort te zetten in de richting van Antwerpen en verder zuidwaarts. Hoewel er geen cijfers over aantallen toeristen beschikbaar zijn, kan uit het feit dat in de loop van de 18e eeuw steeds meer reisgidsen over Holland verschenen, worden afgeleid dat het aantal toeristen toenam.
De vermoedelijk oudste vermelding van het woord 'toerist' ("tourist") in het Nederlands dateert uit 1839. In de 19e eeuw kwam ook het binnenlands toerisme op gang, aanvankelijk alleen in gegoede kring. Onder invloed van de romantiek ontvluchtte men het stadsleven en zocht men de rust en 'onbedorvenheid' van de natuur of de zee op. Scheveningen ontwikkelde zich tot een voorname badplaats, waar vooral het Kurhaus (uit 1885) en de pier (1901) de aandacht trokken. In het Zuid-Limburgse Heuvelland ontwikkelde Valkenburg zich tot geliefd vakantieoord voor wandelaars en natuurliefhebbers, waarbij onder anderen de architect Pierre Cuypers een rol speelde. Hier werd in 1885 de eerste Vereniging voor Vreemdelingenverkeer (VVV) opgericht, alhoewel elders soortgelijke verenigingen actief waren. In 1910 waren er in heel Nederland 88 VVV-afdelingen met in totaal 429 vestigingen. In 2010 waren er nog steeds 429 vestigingen.
Ook het stadstoerisme heeft een 19e-eeuwse oorprong. In de jaren 1960 en 70 ontwikkelde zich het massatoerisme, dat aanvankelijk vooral in plaatsen als Zandvoort, Scheveningen en Valkenburg tot uitwassen leidde. In 2010 gingen Nederlanders gemiddeld tweeënhalf keer per jaar op vakantie in eigen land. In de decennia na 2000 is er meer aandacht voor de negatieve effecten van de almaar toenemende aantallen toeristen, met name in Amsterdam, waar sprake is van disneyficatie en van verdringing van de eigen inwoners door toeristen.

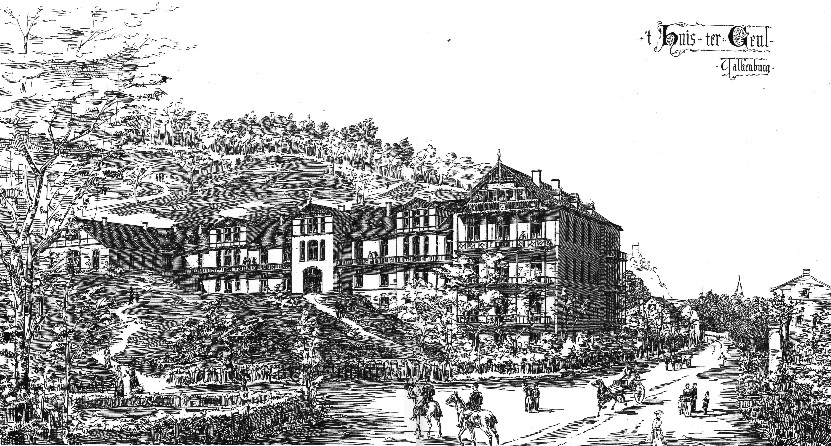
Kuurhotel Huis ter Geul, Valkenburg (ontwerp: P. Cuypers, 1890)
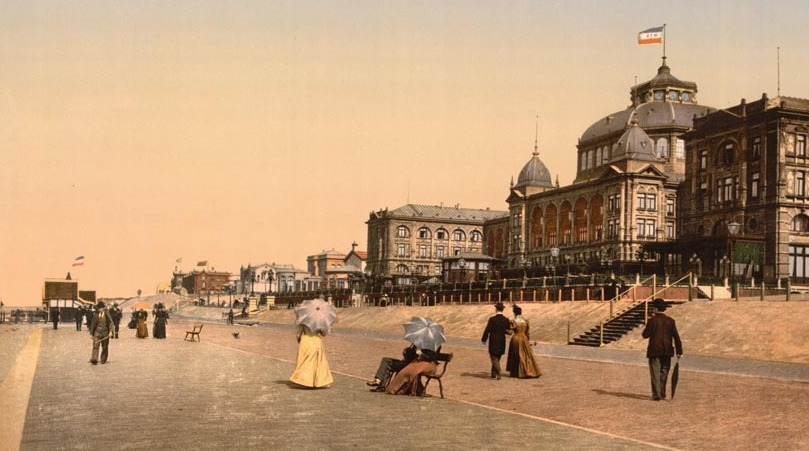
Strand en Kurhaus in Scheveningen, ca. 1890-1900
- Binnenlands toerisme in Nederland, 1947
- Buitenlands toerisme in Nederland, 1956
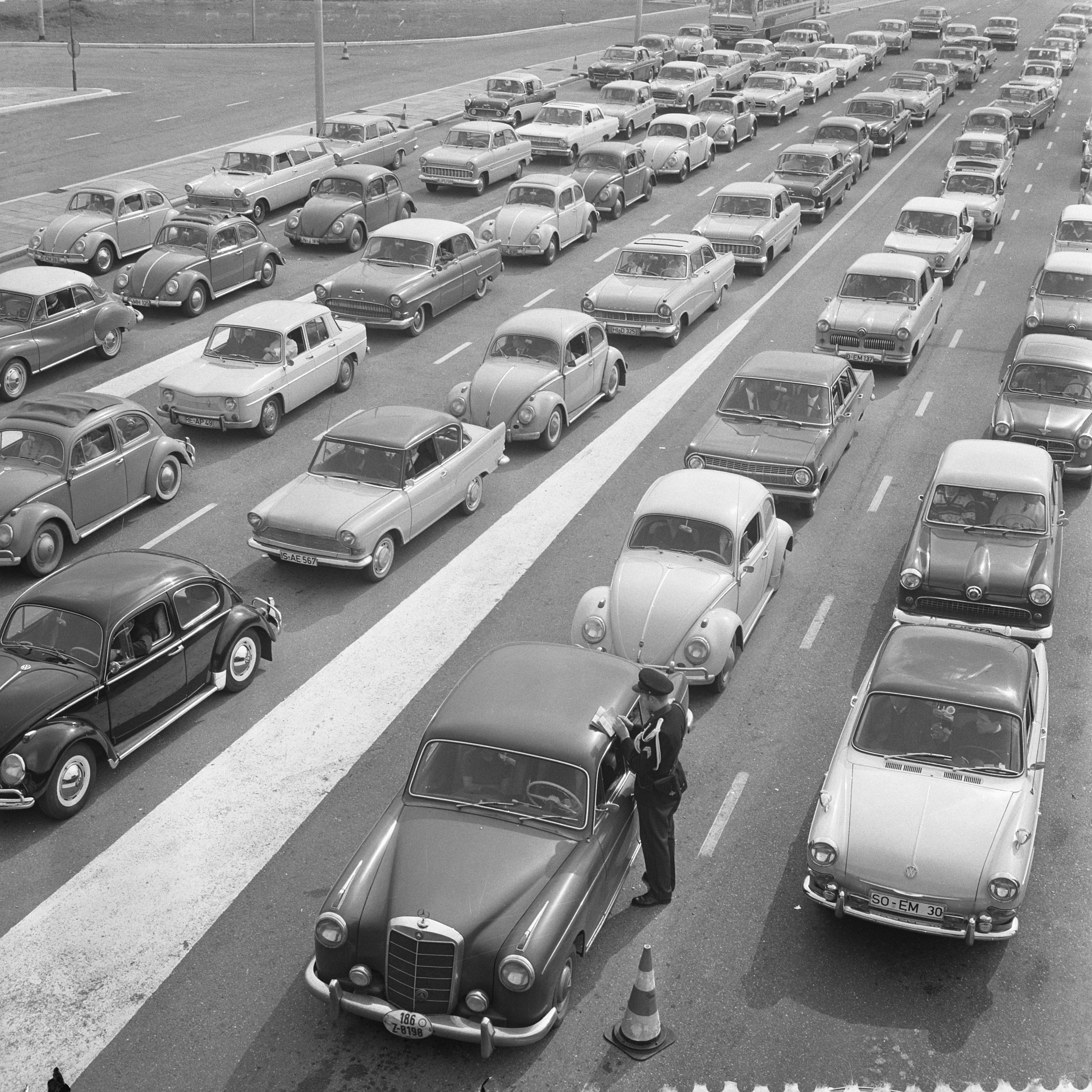
Toeristeninvasie bij grensovergang Elten, Paasweekend 1964
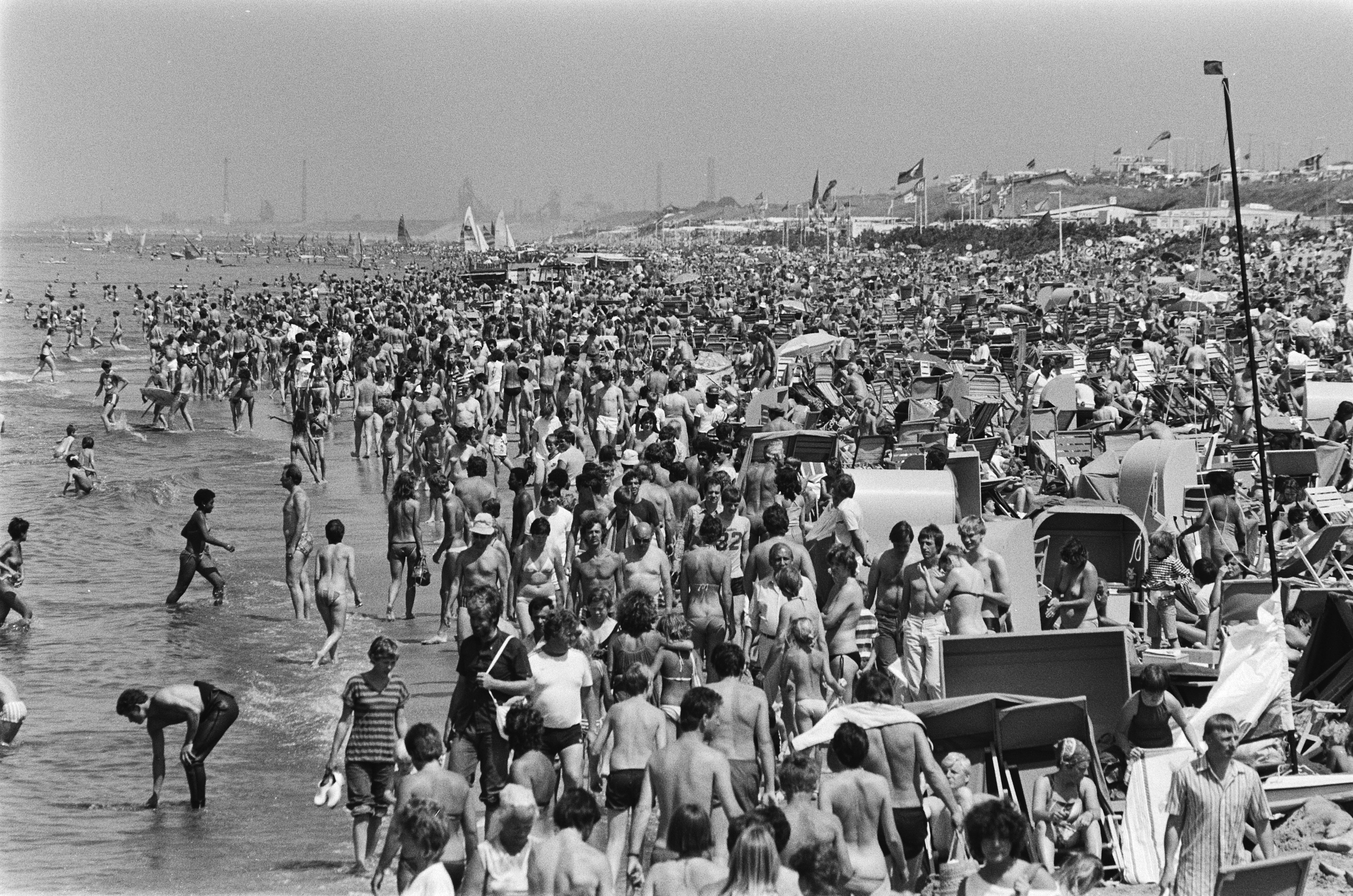
Drukte op het strand in Zandvoort, 1982

## Economisch belang
In 2018 gaven alle toeristen, binnen- en buitenlandse, € 87,5 miljard uit in Nederland. Het aandeel van de buitenlandse gasten in het totaal was zo’n 40%. De toegevoegde waarde van de sector in 2018 was € 30,4 miljard of 4,4% van het totaal. Binnen de sector is de horeca het belangrijkst en leverde een bijdrage van 40% aan de toegevoegde waarde in 2018. Het aantal banen in de toeristische sector was 791.000. Hier zijn veel mensen actief met een deeltijdbaan. Omgerekend naar het aantal fte's waren het er 474.000, gelijk aan 6,3% van het totale aantal arbeidsjaren in de Nederlandse economie.
| Jaar | Buitenlands toerisme | Binnenlands toerisme | Overig | Totaal | FTE (×1000) |
| ---- | -------------------- | -------------------- | ------ | ------ | ----------- |
| 2010 | 14,9                 | 37,1                 | 7,5    | 59,5   | 384         |
| 2011 | 15,6                 | 38,7                 | 7,9    | 62,2   | 392         |
| 2012 | 17,2                 | 39,2                 | 8,3    | 64,7   | 395         |
| 2013 | 19,0                 | 38,8                 | 8,3    | 66,0   | 400         |
| 2014 | 21,1                 | 39,9                 | 8,4    | 69,4   | 413         |
| 2015 | 24,0                 | 40,9                 | 8,6    | 73,5   | 423         |
| 2016 | 26,6                 | 41,5                 | 8,8    | 76,8   | 438         |
| 2017 | 30,0                 | 43,0                 | 9,2    | 82,2   | 456         |
| 2018 | 32,5                 | 45,3                 | 9,6    | 87,5   | 474         |

## Bezoekersaantallen
In 2019 telde Nederland bijna 46 miljoen bezoekers. Sinds 2012 is dit aantal gemiddeld met bijna 5% op jaarbasis gestegen. De meeste gasten komen nog steeds uit Nederland al neemt dit aandeel licht af. In 2012 was 63% van de bezoekers afkomstig uit eigen land, maar dit was gedaald naar 56% in 2019. Tijdens de coronajaren 2020 en 2021 was er een sterke dip, maar sinds 2022 zet de trend van voor 2020 zich weer voort. Anno 2023 nadert het aantal bezoekers de 50 miljoen.
In 2019 kwamen zo’n 20,1 miljoen buitenlandse toeristen naar Nederland. De meeste komen uit Europa, ongeveer 80% van de buitenlandse bezoekers komt hiervandaan. Binnen Europa is Nederland vooral populair in de buurlanden Duitsland en België en verder in het Verenigd Koninkrijk, Frankrijk en Italië. Het aandeel intercontinentale bezoekers ligt al jaren iets onder de 10% al neemt het aandeel licht toe. In 2017 kwamen de meeste toeristen buiten Europa uit de Verenigde Staten (1.450.000), Volksrepubliek China (365.000) en Canada (180.000). In 2023 lag het aantal buitenlandse toeristen op hetzelfde niveau als in 2019. Opvallend is dat er dat jaar voor het eerst meer toeristen uit Spanje (814.000) dan uit Italië (538.000) afkomstig waren.
| Jaar | Nederland | Duitsland | België | Verenigd Koninkrijk | Frankrijk | Italië | Totaal Europa (excl. NL) | Totaal Inter-continentaal | Totaal (× 1000) |
| ---- | --------- | --------- | ------ | ------------------- | --------- | ------ | ------------------------ | ------------------------- | --------------- |
| 2012 | 21.147    | 3209      | 1537   | 1662                | 666       | 456    | 9.744                    | 2462                      | 33.353          |
| 2013 | 21.267    | 3495      | 1673   | 1680                | 680       | 461    | 10.286                   | 2497                      | 34.050          |
| 2014 | 21.931    | 3894      | 1828   | 1857                | 725       | 503    | 11.195                   | 2730                      | 35.856          |
| 2015 | 22.311    | 4283      | 1965   | 1967                | 750       | 543    | 12.050                   | 2957                      | 37.318          |
| 2016 | 23.054    | 4615      | 2132   | 2045                | 788       | 528    | 12.743                   | 3086                      | 38.883          |
| 2017 | 24.311    | 5243      | 2224   | 2229                | 842       | 589    | 14.151                   | 3773                      | 42.235          |
| 2018 | 25.132    | 5689      | 2398   | 2212                | 893       | 597    | 14.974                   | 3806                      | 43.913          |
| 2019 | 25.787    | 6175      | 2507   | 2402                | 963       | 623    | 16.051                   | 4078                      | 45.916          |
| 2020 | 20.035    | 3283      | 1102   | 595                 | 386       | 154    | 6547                     | 718                       | 27.301          |
| 2021 | 25.472    | 2471      | 1100   | 209                 | 413       | 171    | 5577                     | 670                       | 31.720          |
| 2022 | 29.418    | 6143      | 2251   | 1429                | 875       | 470    | 13.973                   | 2610                      | 46.000          |
| 2023 | 29.100    | 7134      | 2490   | 1937                | 974       | 538    | 16.669                   | 3636                      | 49.404          |

## Populaire bestemmingen
Buitenlandse toeristen verblijven vooral in Noord-Holland en Zuid-Holland, terwijl Nederlanders een voorkeur hebben voor Gelderland en Limburg.
Veel buitenlandse toeristen bezoeken Amsterdam. De stad is vooral populair vanwege de monumentale binnenstad, de rondvaarten door de grachten en de grote musea, en bij bepaalde groepen ook de coffeeshops en het prostitutiegebied De Wallen. Aan het Museumplein staan het Rijksmuseum, Van Gogh Museum, Stedelijk Museum en Concertgebouw. Andere Amsterdamse toeristische attracties zijn de Bloemenmarkt en de dierentuin Artis. Ook komen er veel toeristen voor evenementen als Sail, Koningsdag en de Marathon van Amsterdam. Zeer succesvol uit toeristisch oogpunt was het Rembrandtjaar 2006, met naar schatting 1,5 miljoen extra bezoekers, waarvan 60% uit het buitenland. De stad Rotterdam is vooral bekend door haar grote haven, de skyline en bijzondere architectuur, zoals de kubuswoningen, De Rotterdam en de Markthal. Ook de andere grote steden Den Haag en Utrecht worden vaak bezocht.
Daarnaast vormen kleinere, historische plaatsen een populaire bestemming voor Nederlandse toeristen. Een voorbeeld is Maastricht, een stad met een groot aantal monumenten en een aparte, bijna 'on-Nederlandse' sfeer. Vaak worden ook het Limburgse heuvelland bezocht, met onder andere Valkenburg en Vaals (Drielandenpunt). Roermond is een centrum voor waterrecreatie (Maasplassen) en 'funshoppen' (Designer Outlet Roermond). Attractiepark Toverland is de best bezochte dagattractie van Limburg.
Steden als Arnhem en Nijmegen en de gemeentes Renkum, Ede en Overbetuwe krijgen jaarlijks veel toerisme die stad en streek bezoeken vanwege de oorlogsgeschiedenis die daar plaats heeft gevonden. Vaak worden dan de historische locaties bezocht, zoals de John Frostbrug, Ginkelse Heide en de Airborne War Cemetery in Oosterbeek.
Eveneens van belang voor het toerisme is de Noordzeekust, inclusief de Waddeneilanden, met lange, vrij brede stranden en duingebieden. Vooral Zeeland trekt veel kusttoeristen. Het IJsselmeer is vooral populair bij zeilers. De voormalige binnenzee is omgeven door pittoreske havenstadjes, als Hoorn, Enkhuizen, Harderwijk en Elburg. De Veluwe met het Nationaal Park De Hoge Veluwe is het grootste bos- en heidegebied in Nederland. Andere bekende nationale parken zijn de Biesbosch en De Weerribben.
Binnenlands toerisme in Nederland bestaat vaak uit een bezoek aan een attractiepark, zoals de Efteling, of een bezoek aan een dierentuin, zoals Dolfinarium Harderwijk. Buitenlandse toeristen willen vaak iets 'typisch Nederlands' zien, zoals de traditionele vissersdorpen Volendam en Marken, de kaasmarkten van Alkmaar en Gouda, en de molens van de Zaanse Schans en Kinderdijk. De Keukenhof in Lisse is eveneens een typisch Nederlandse attractie, beroemd om de vele verschillende soorten bloemen. Madurodam toont Nederland in het klein.

### Afbeeldingen

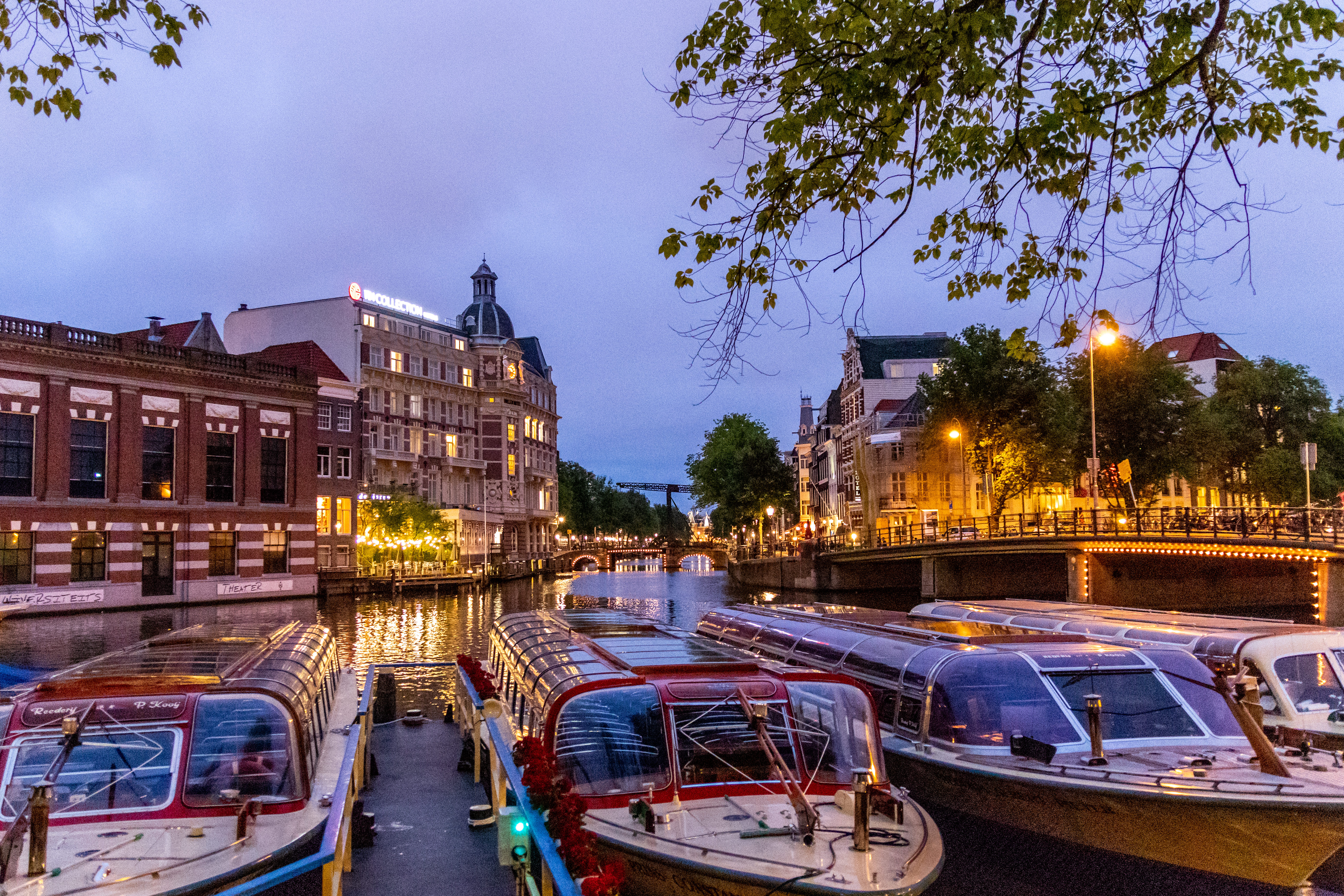
Rondvaart over de grachten in Amsterdam
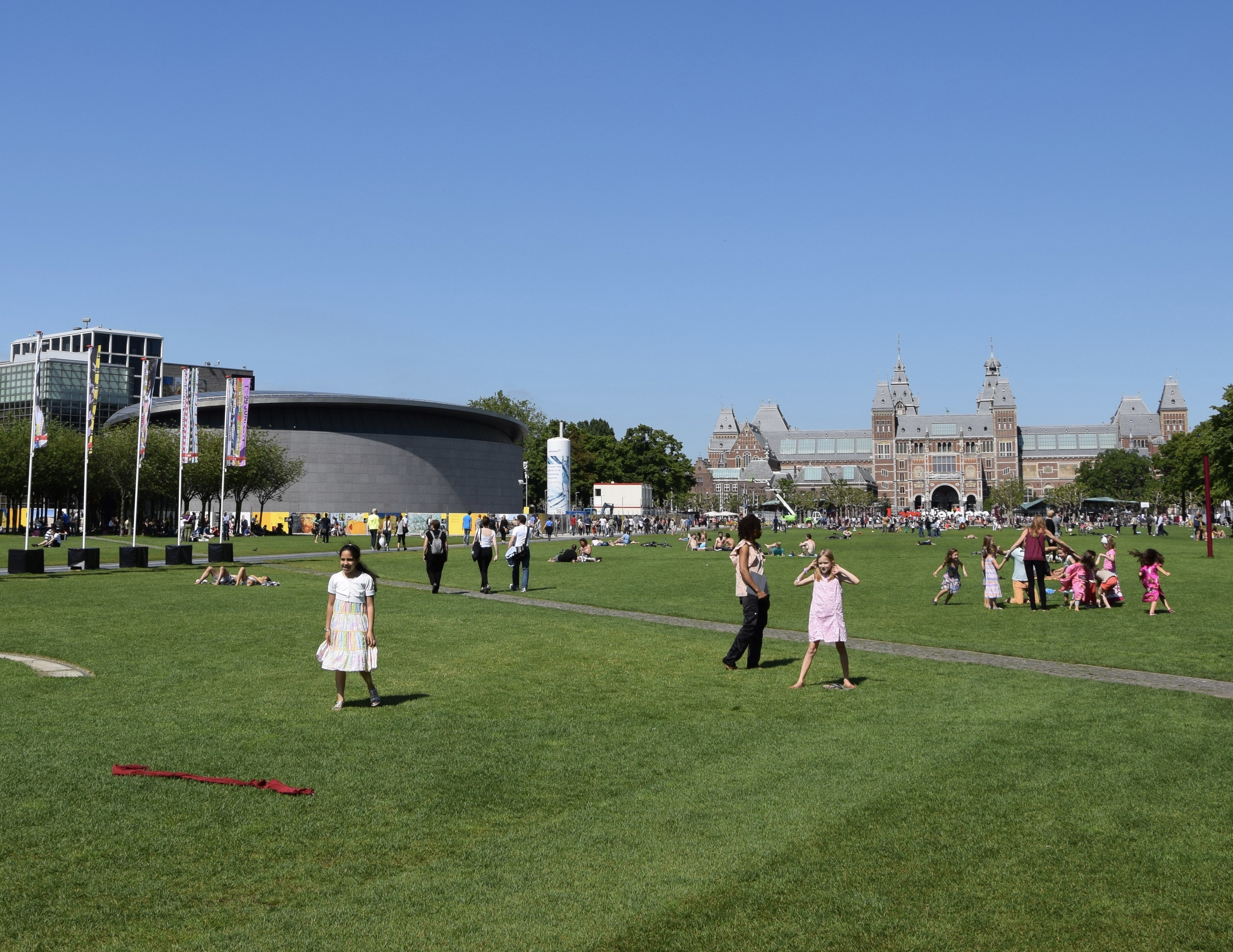
Museumplein, Amsterdam, met enkele van de populairste musea in Nederland
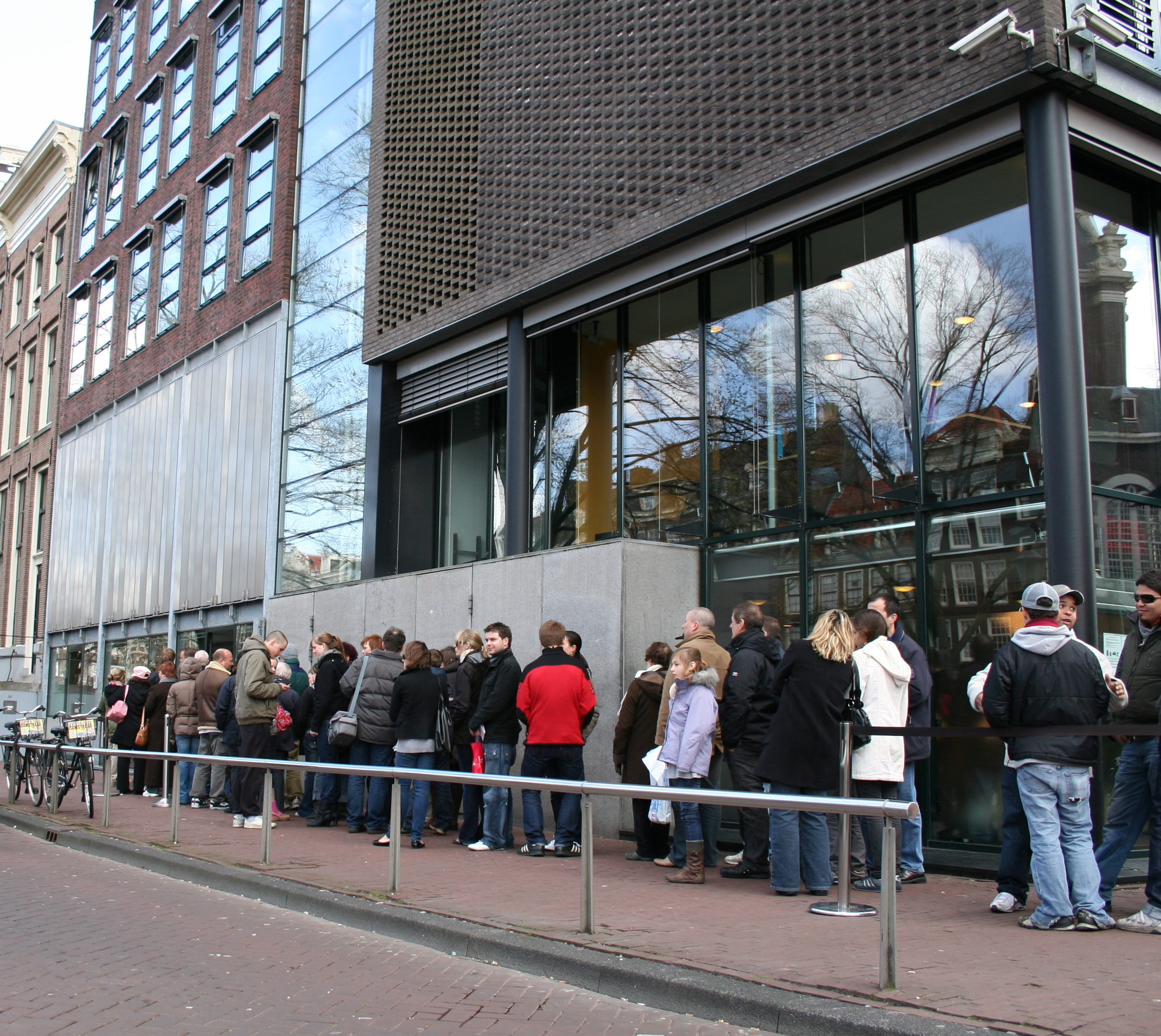
Anne Frank Huis in Amsterdam (met semipermanente wachtrij)
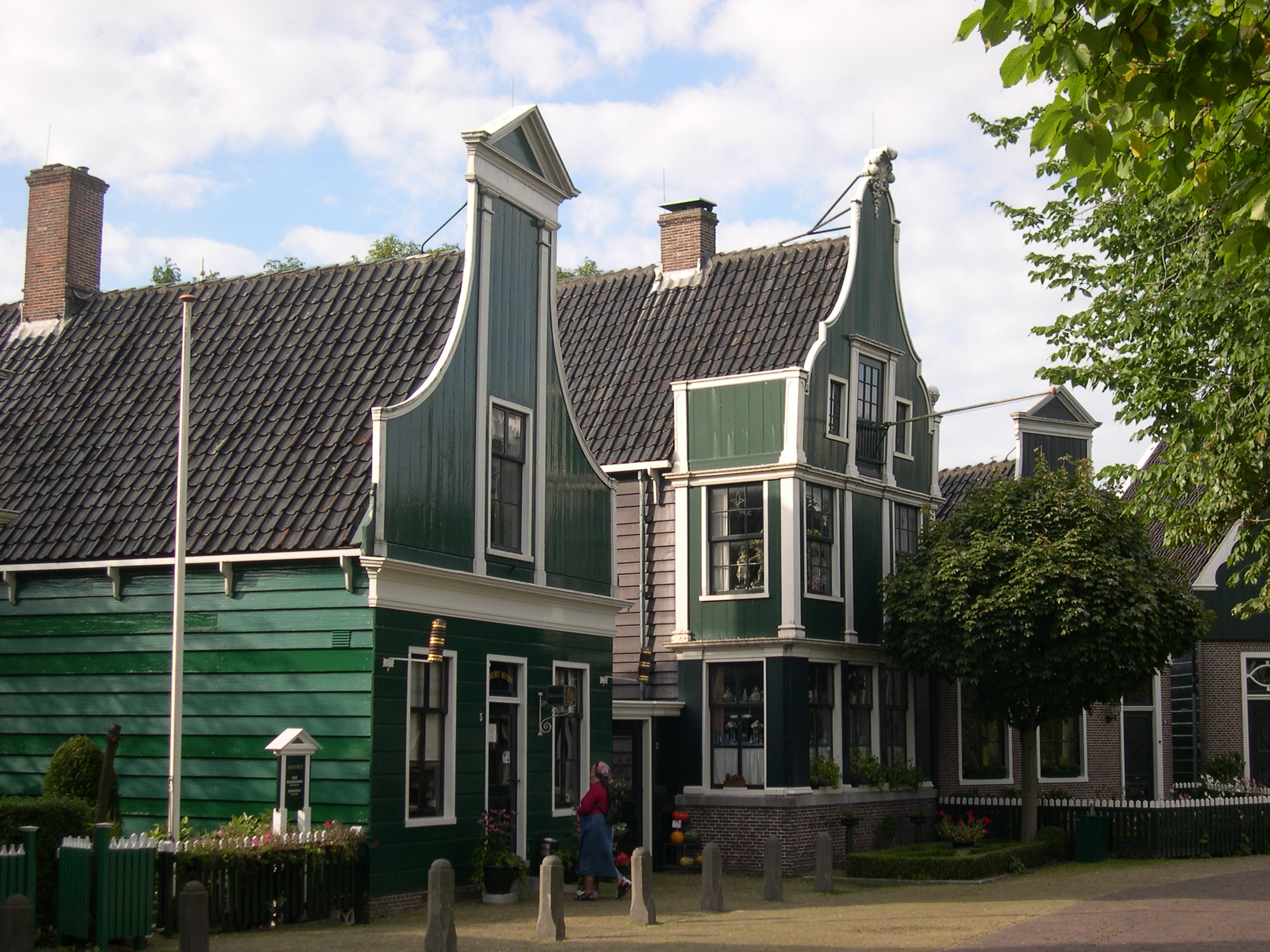
Zaanse Schans met Zaanse huizen
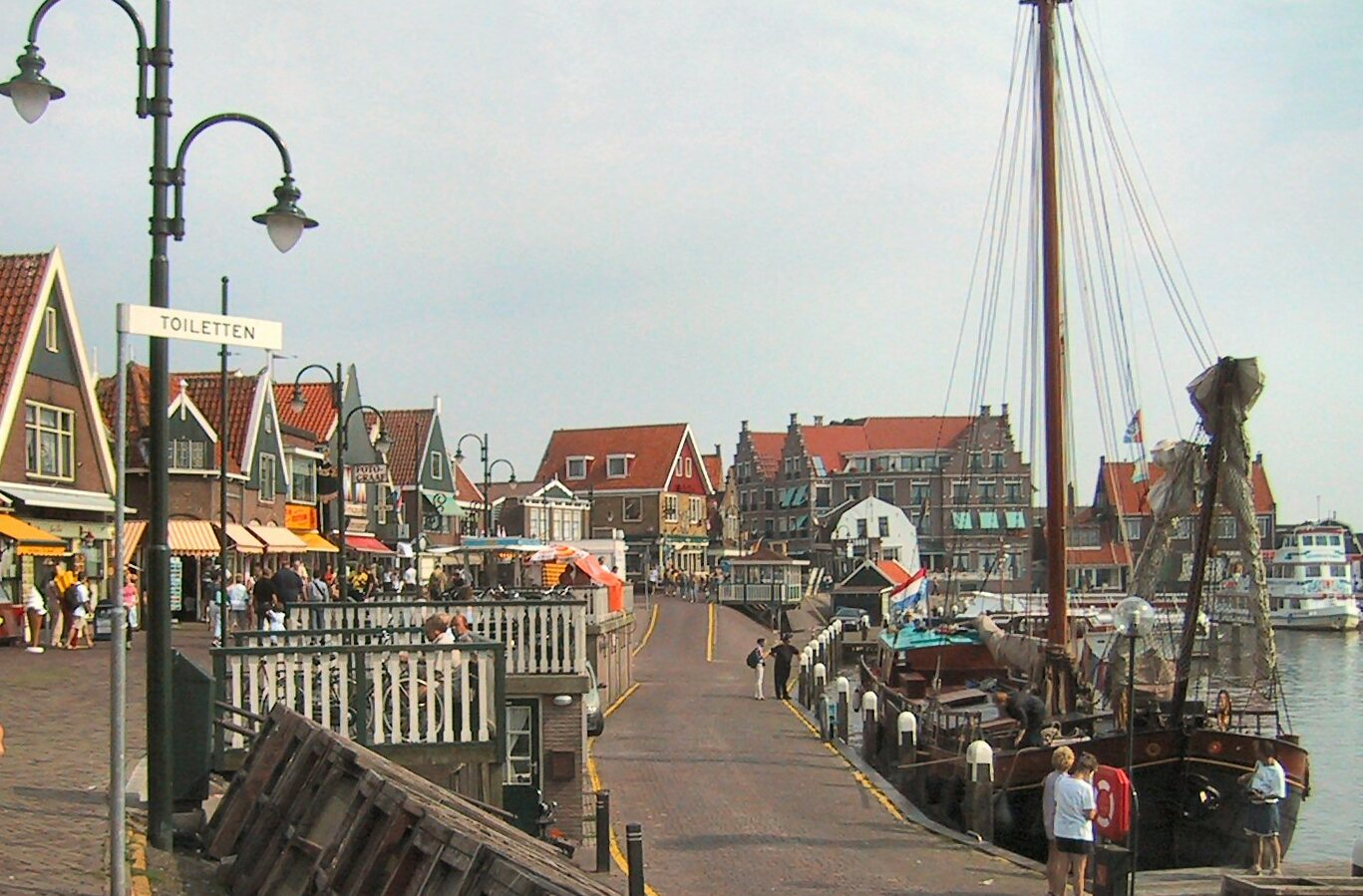
De Dijk, Volendam
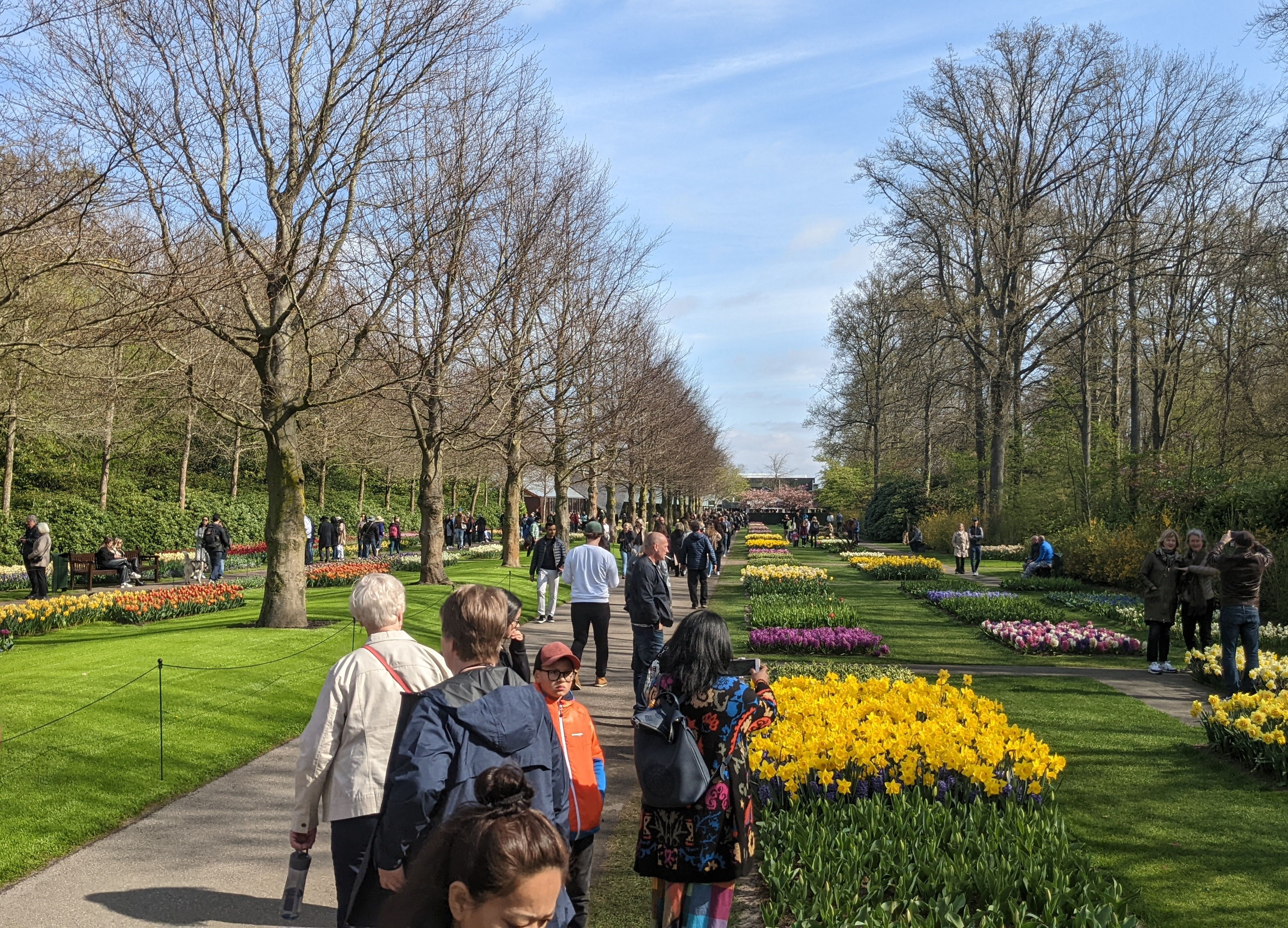
Keukenhof in Lisse, de op een na grootste bloementuin ter wereld
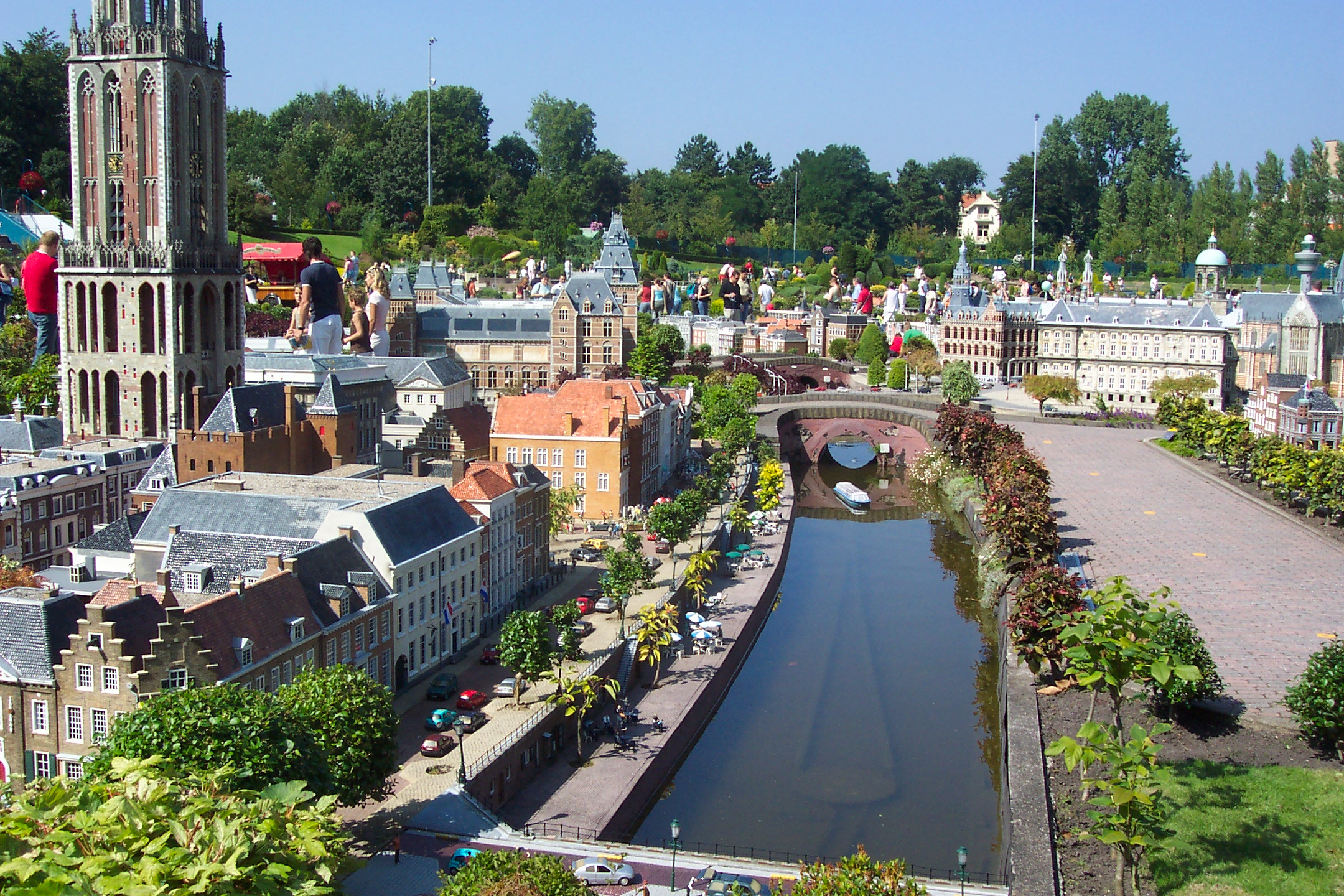
Madurodam, Den Haag
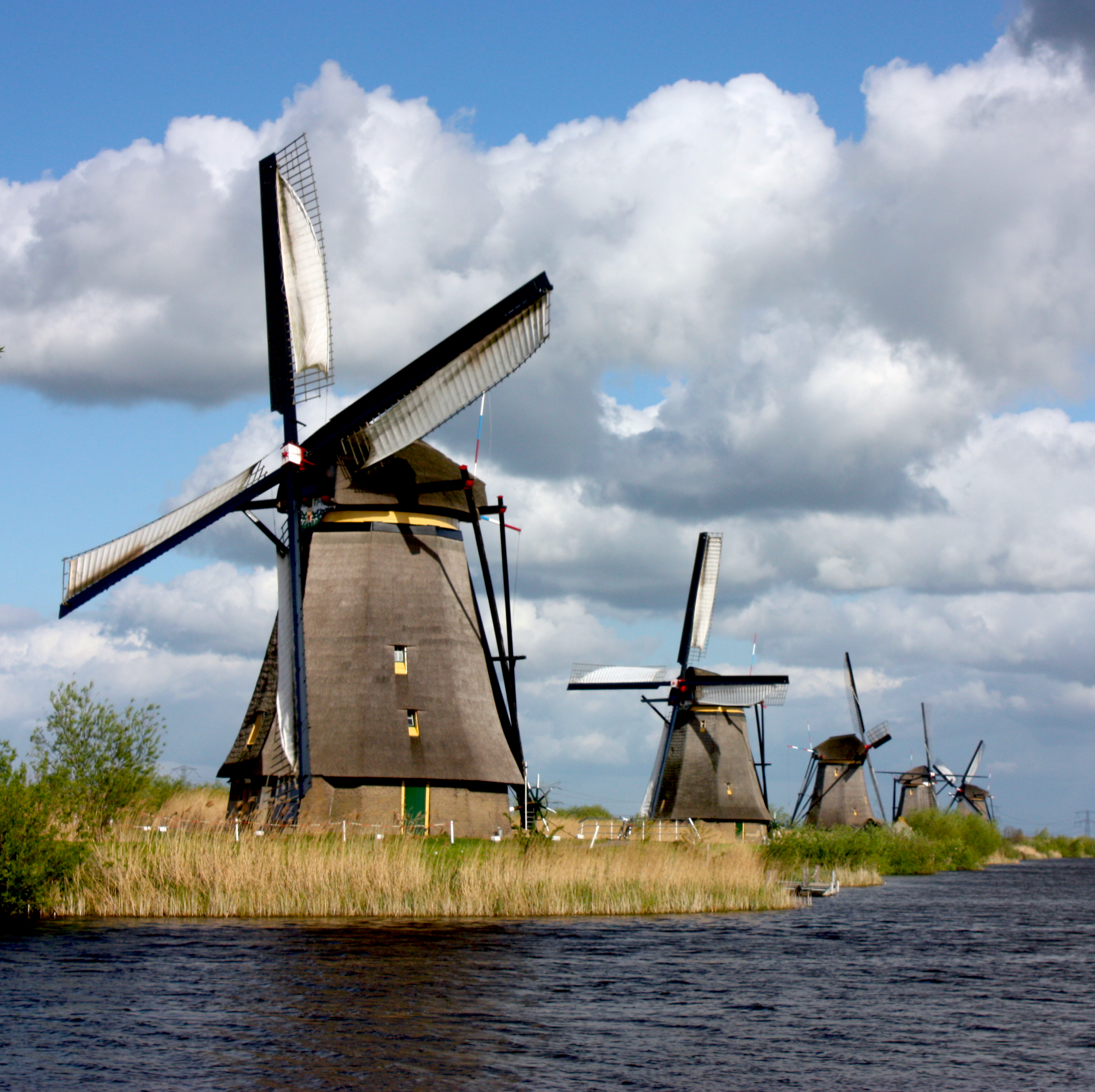
Molens van Kinderdijk
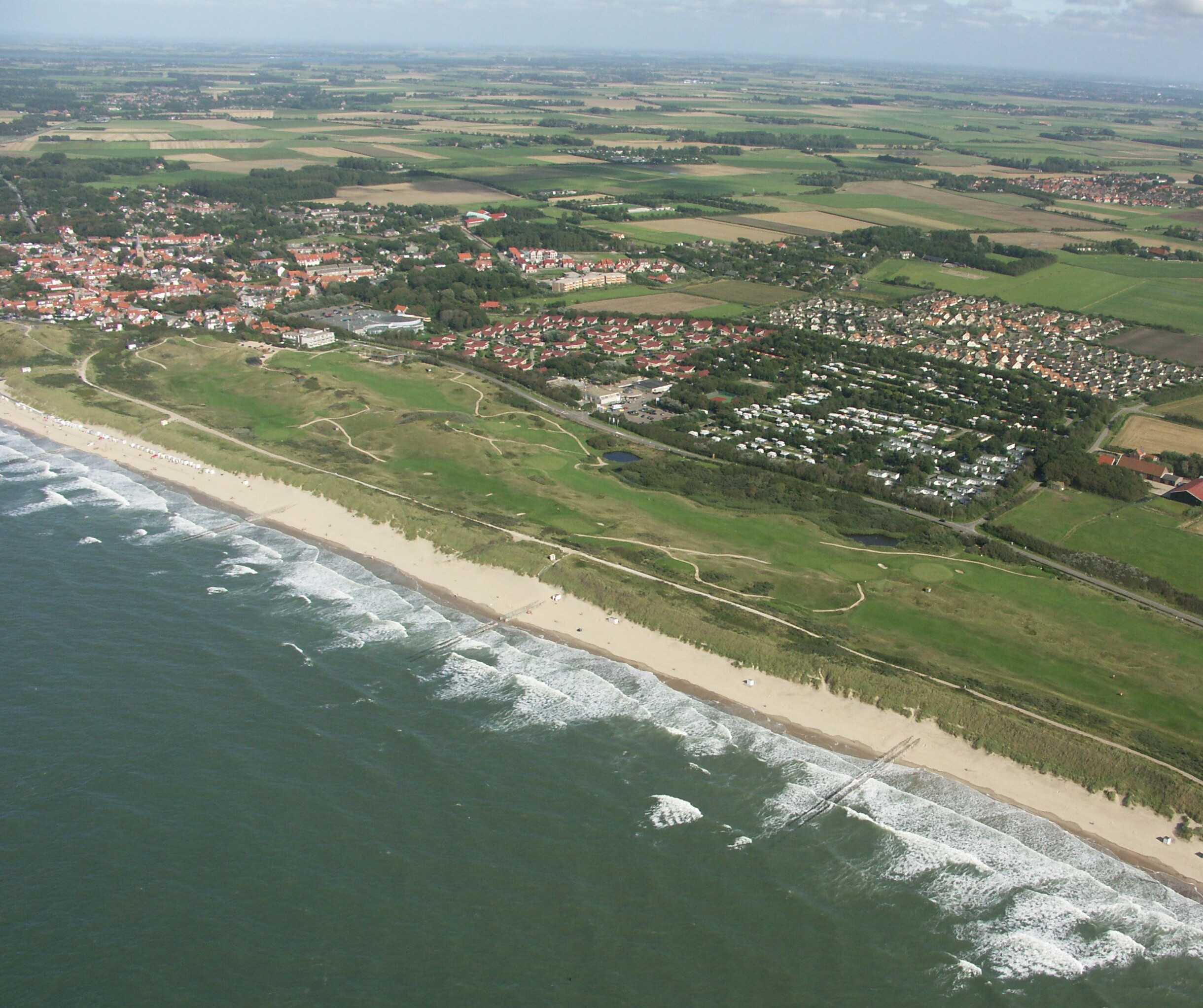
Dorp, vakantiepark, duinen en strand in Domburg
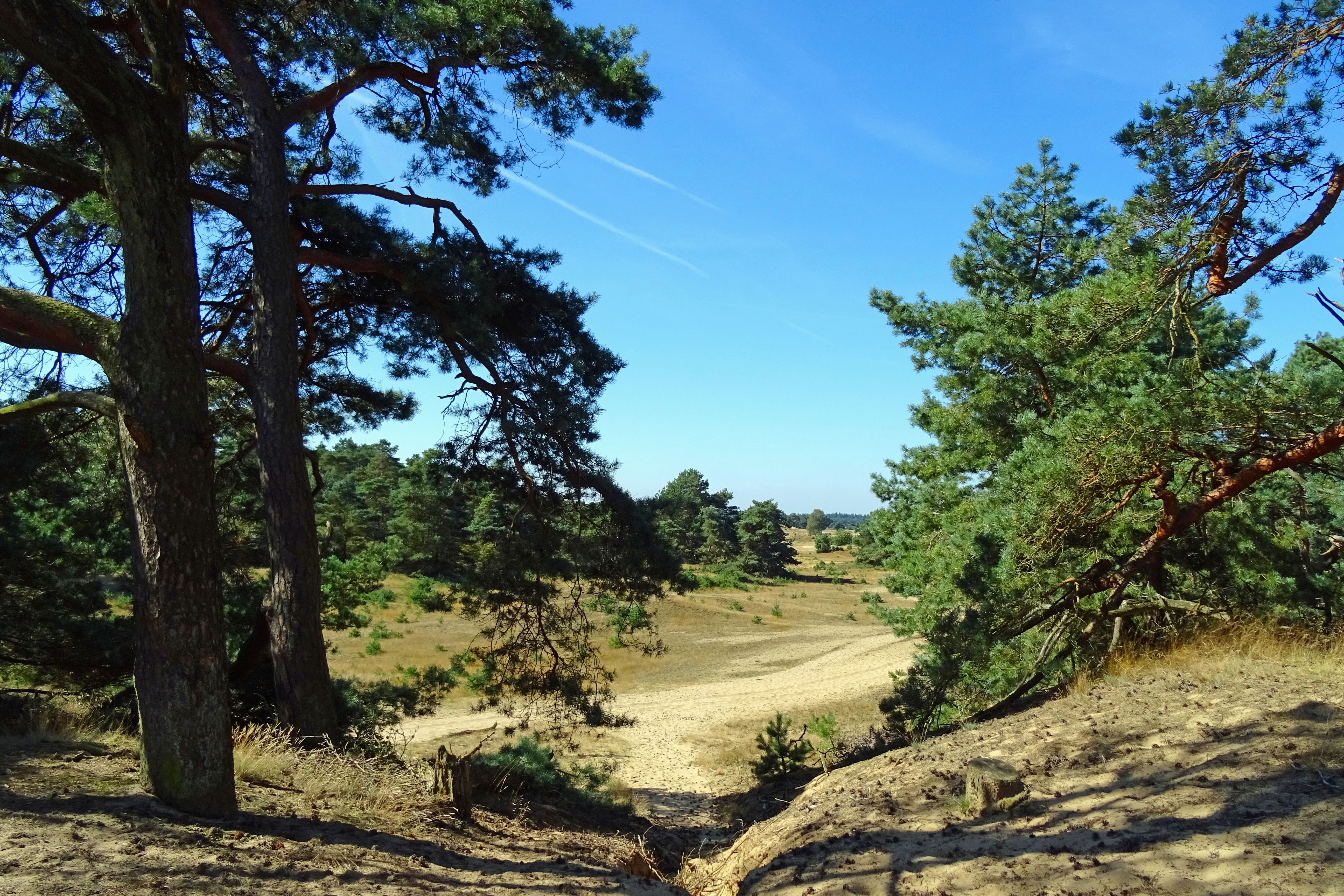
Nationaal Park De Hoge Veluwe
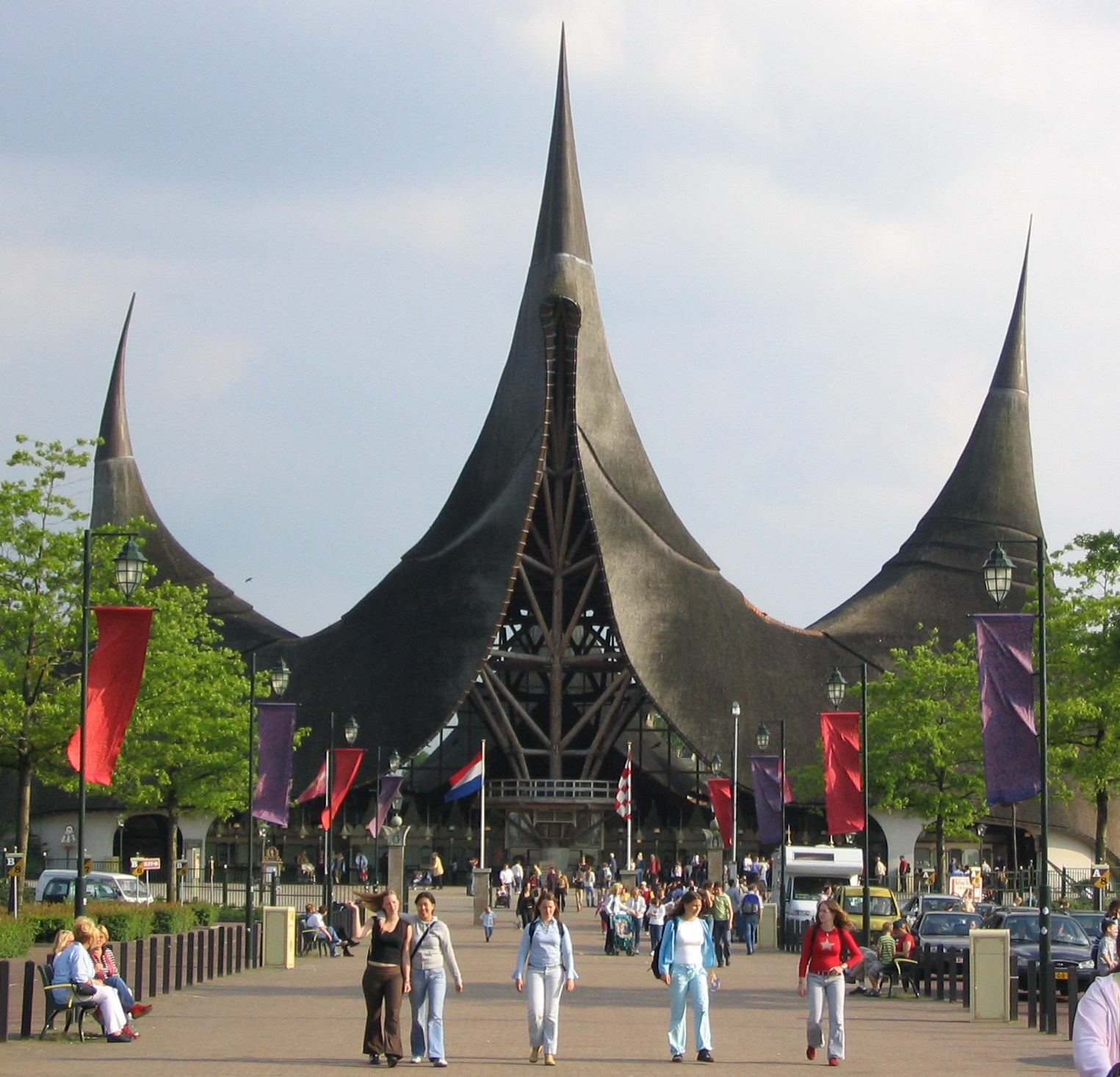
Efteling, Kaatsheuvel, best bezochte dagattractie van Nederland
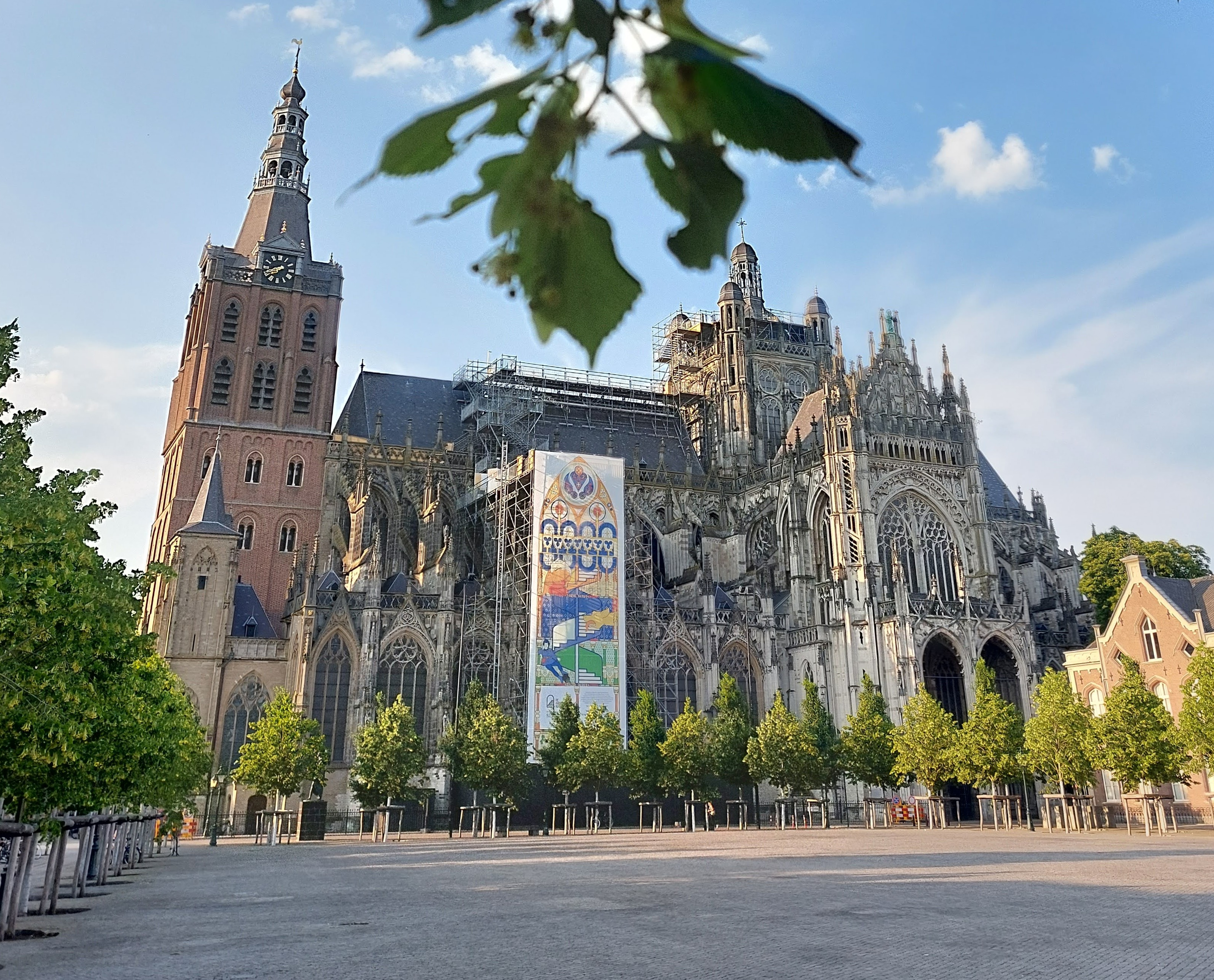
's-Hertogenbosch, populair als stedentripje
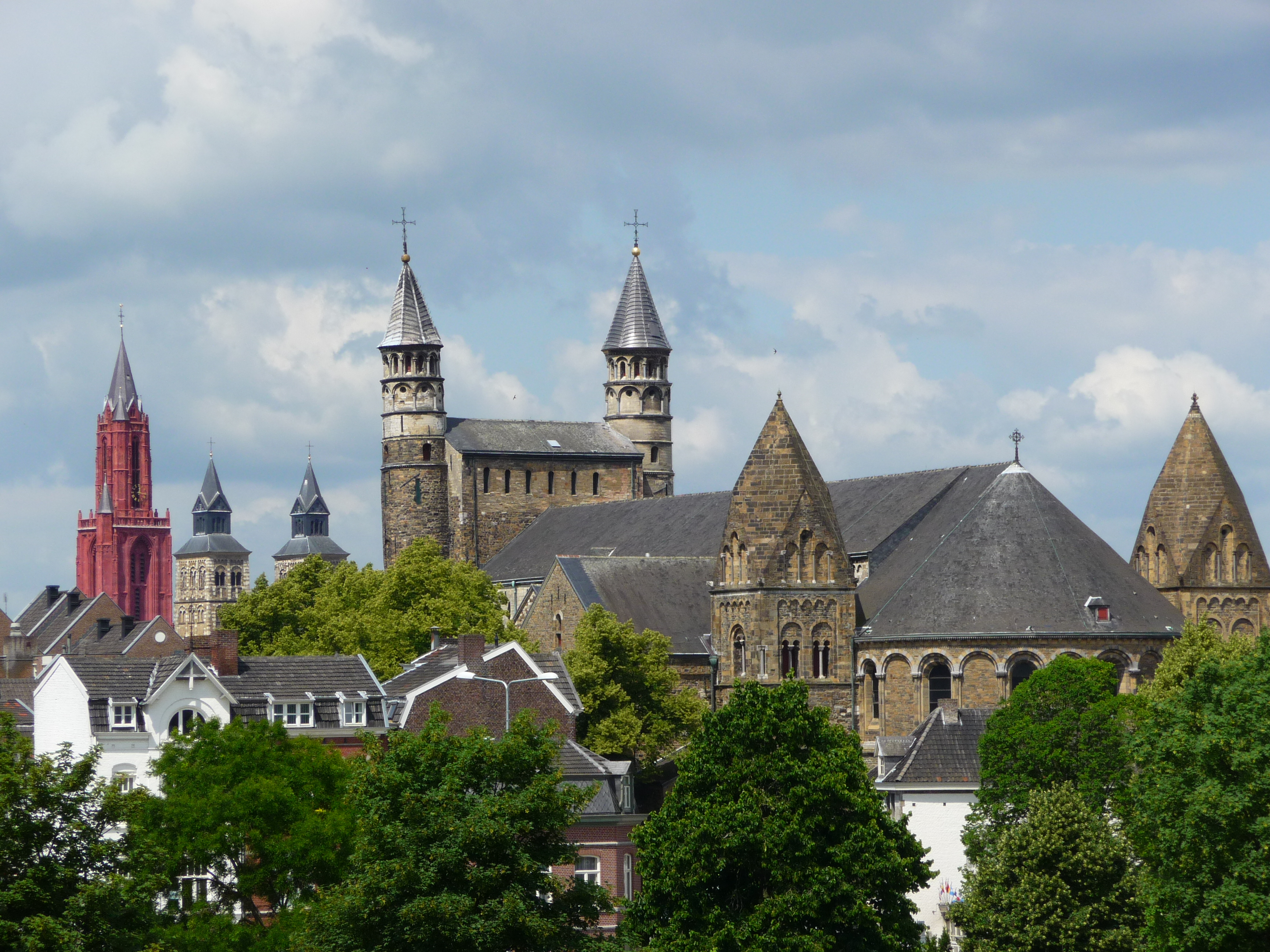
Maastricht, stad van vele kerken
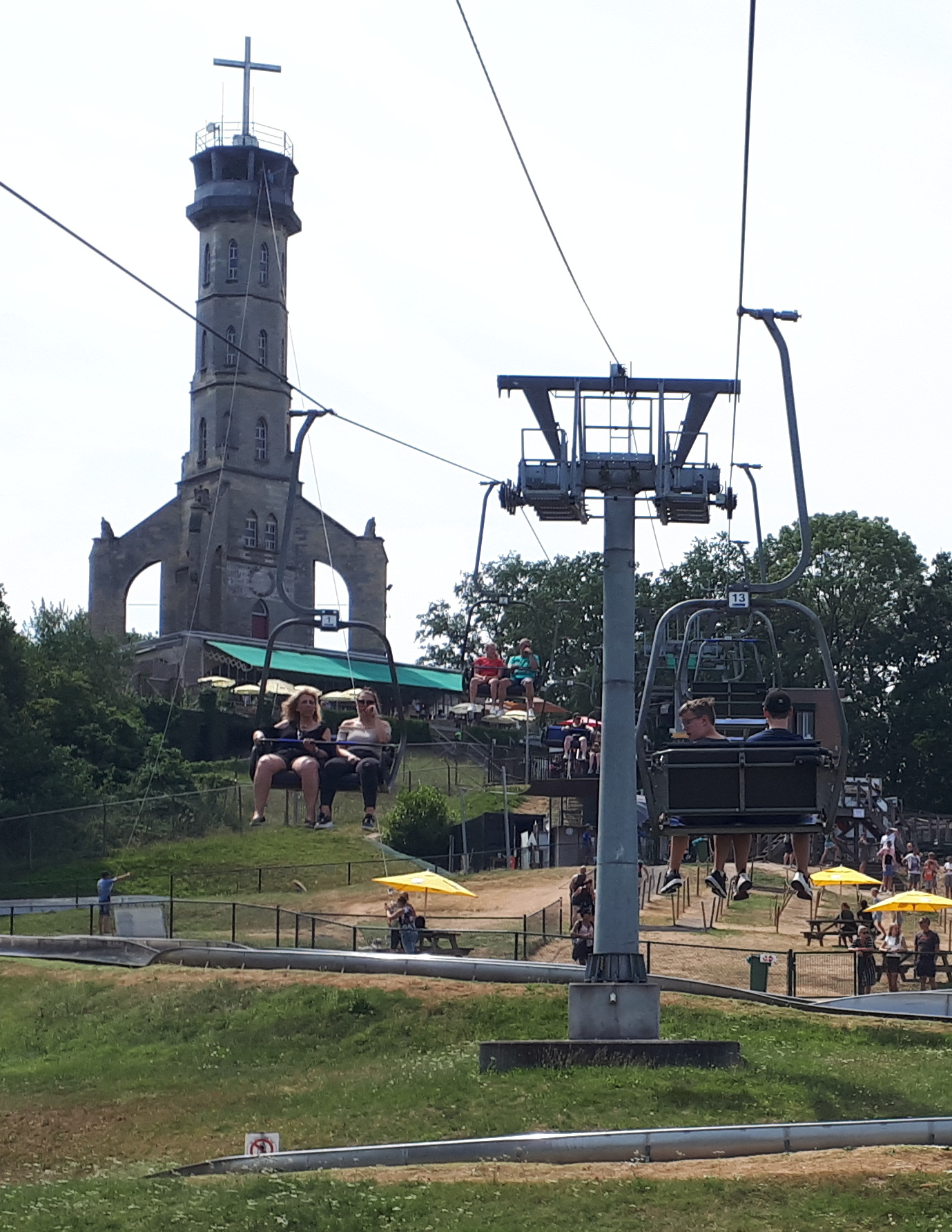
Kabelbaan, rodelbaan en Wilhelminatoren in Valkenburg
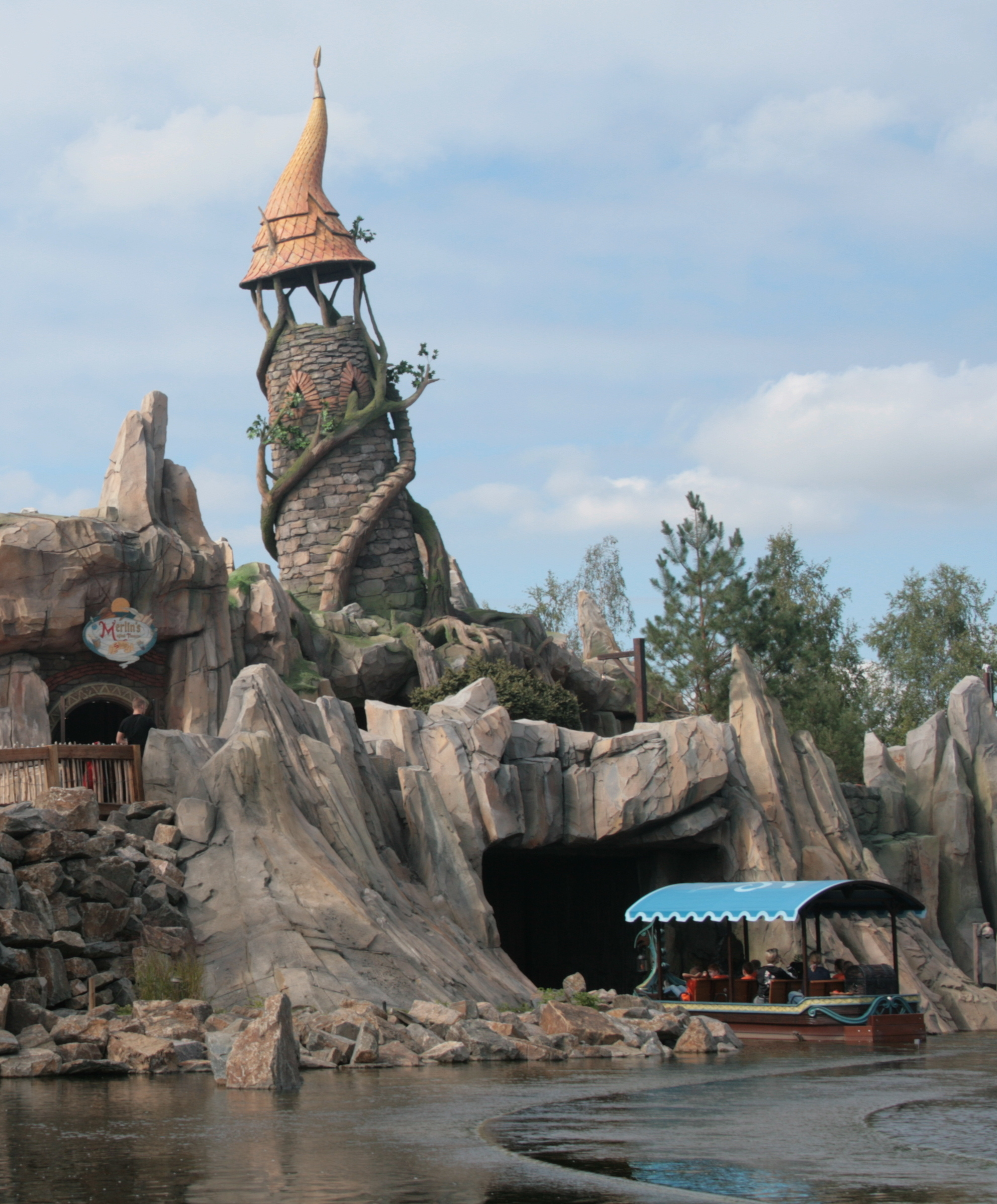
Toverland, best bezochte attractiepark in Limburg